# Carla Vrendenberg
Carla Vrendenberg (Vierhouten, 12 maart 1943) is een Nederlandse beeldhouwer.

## Leven en werk
Vrendenberg kreeg op driejarige leeftijd van haar vader, de beeldend kunstenaar Cor Vrendenberg, lessen in anatomie en modeltekenen. Toen zij acht jaar oud was, exposeerde ze samen met andere kunstenaars. In deze begintijd schilderde ze hoofdzakelijk in olieverf. Op haar twaalfde ging ze voor vier jaar in de leer bij de beeldhouwer Bé Thoden van Velzen in Hattem. Zij leerde beeldhouwen in hout en steen, lassen, timmeren, boetseren in klei en later ook boetseren in boetseerwas voor brons.
Vanaf haar zestiende jaar kreeg Vrendenberg opdrachten en werd ze professioneel kunstenares. Aanvankelijk combineerde ze het beeldhouwen nog met het maken van tweedimensionale illustraties en ontwerpen.
Nadat ze na haar huwelijk gedurende korte tijd minder actief was geweest op het gebied van de kunst, brak ze in de jaren zeventig door met een expositie samen met Kees Verkade in Epse. Na enkele succesvolle exposities besloot ze te verhuizen naar de Verenigde Staten waar het klimaat voor de figuratieve kunst gunstiger was. Tijdens een verblijf van vijftien jaar begon Vrendenberg geleidelijk meer met kleuren te werken door onder meer het polychromeren van haar beelden. Ze exposeerde en gaf les in schilderen en beeldhouwen aan onder meer de University of Colorado.
In 1990 keerde ze met haar twee kinderen terug naar Nederland, waar ze zich enige tijd enkel nog op haar gezin richtte. In 1994 begon ze weer met beeldhouwen. Ze verhuisde enkele jaren later van Zwolle naar Drunen. Zij maakt kunstwerken uit een combinatie van verschillende materialen, zoals brons gecombineerd met glas, plexiglas, polyester en halfedelstenen.
Op 31 december 2001 overhandigde Vrendenberg in de Bonbonniere in Maastricht, het kunstwerk De Laatste Zalmsnip op initiatief van Coen de Lint aan minister van Financiën Gerrit Zalm, alsmede aan Nout Wellink en Gerrit Brakx. Dit kunstwerk was een symbolische verwijzing naar de "Zalmsnip", een eenmalige belastingteruggave van honderd gulden die Zalm had geïntroduceerd als compensatie voor gestegen lokale heffingen. Het woord "Zalmsnip" werd in 1998 opgenomen in het overzicht van nieuwe Nederlandse woorden..

## Enkele werken in de openbare ruimte
- De zaaiers (brons, 1995), op het Kampereiland bij Heultjesweg 14 in Kampen
- Arbeiders mattenfabriek (brons, 1997), Klaas Fuitestraat/Oosterbrugstraat in Genemuiden[1]
- De Nettenboeter (brons, 1998), bij de Buitenhaven in Kampen
- Verleden en Toekomst (brons), Zichtstraat in Wanroij
- Meisje met Spons (brons, 1996), Oude Holleweg (terrein Kalorama) in Beek-Ubbergen

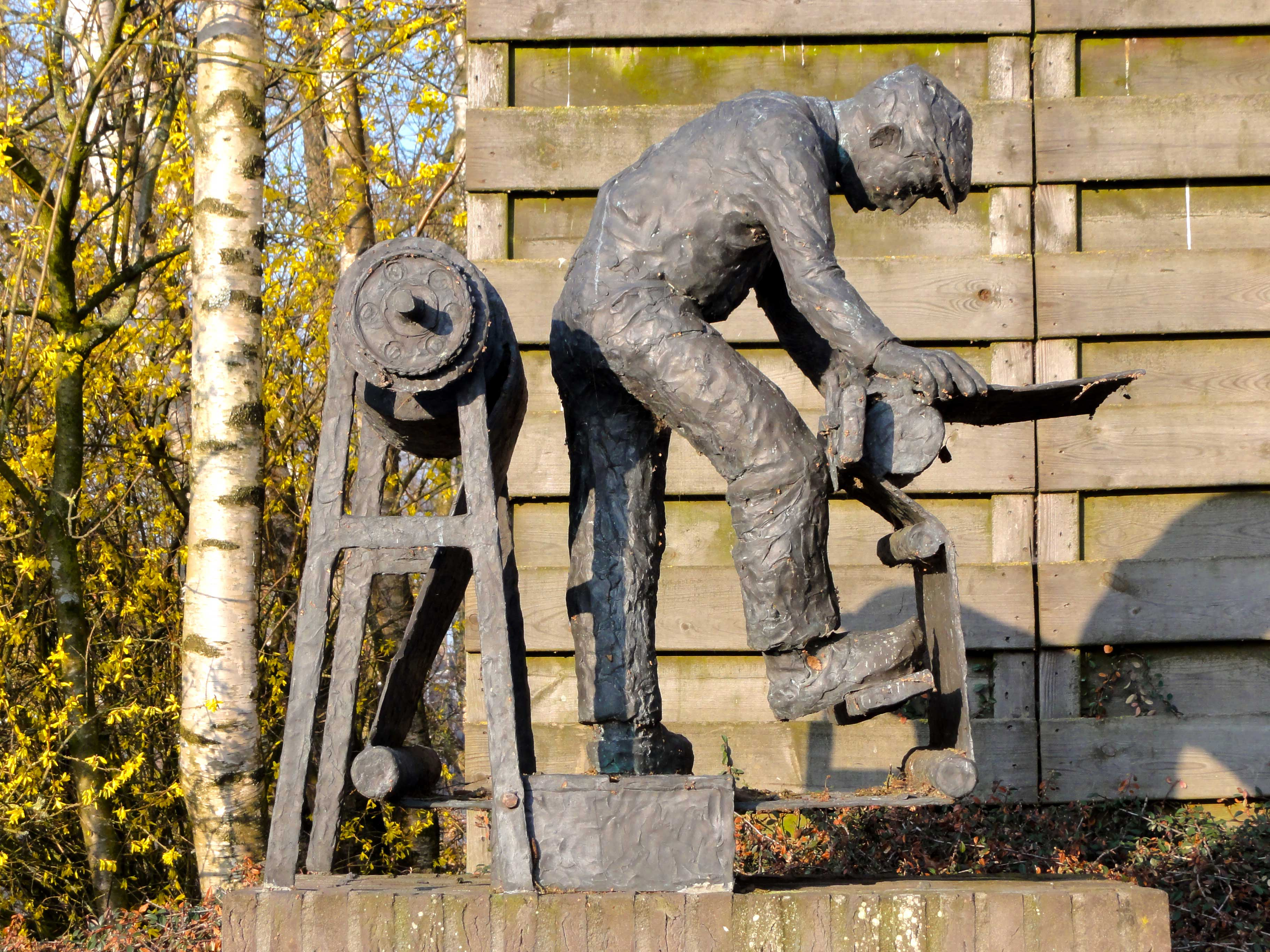
Arbeider mattenfabriek - Genemuiden
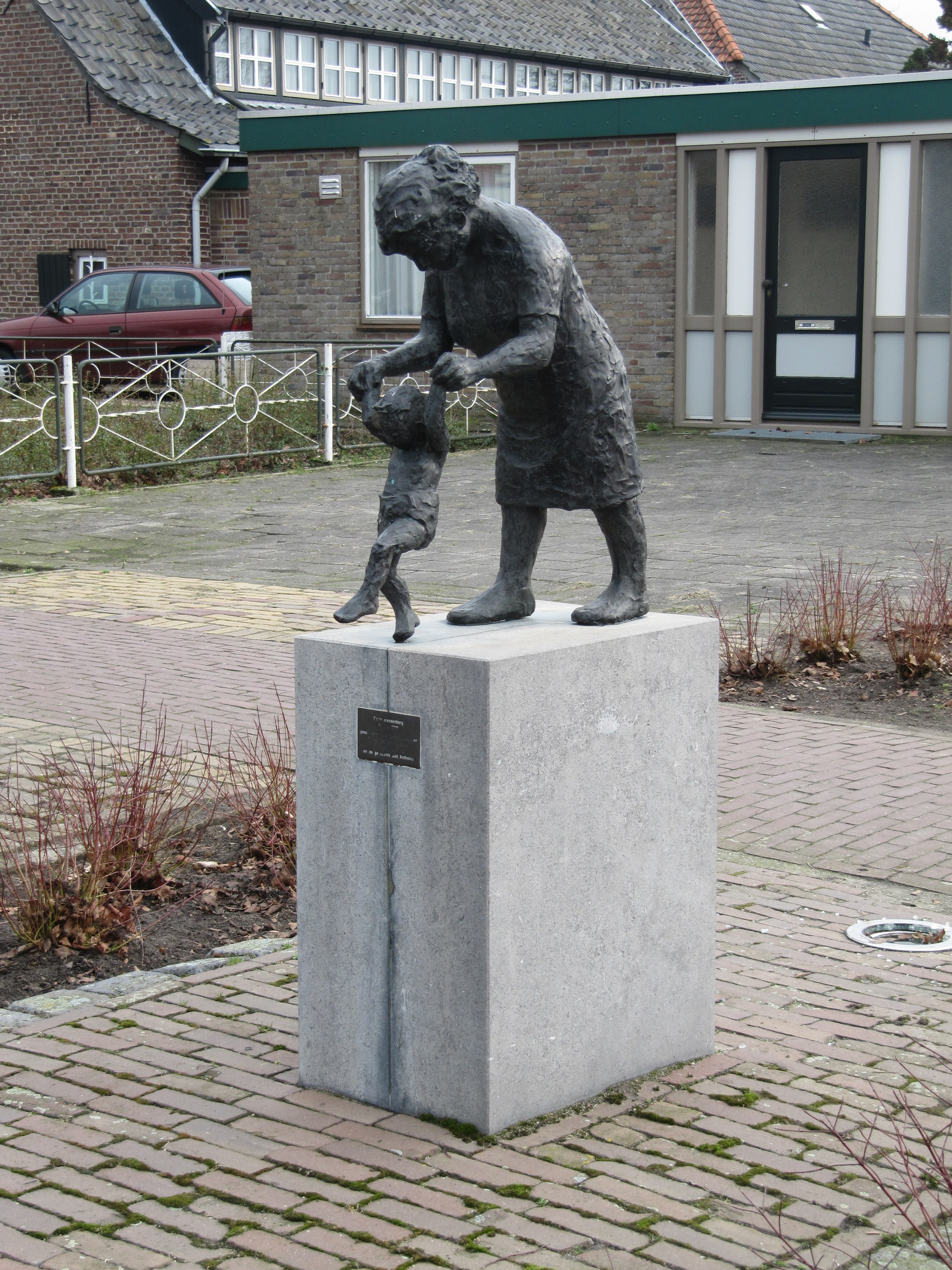
Verleden en Toekomst - Wanroij
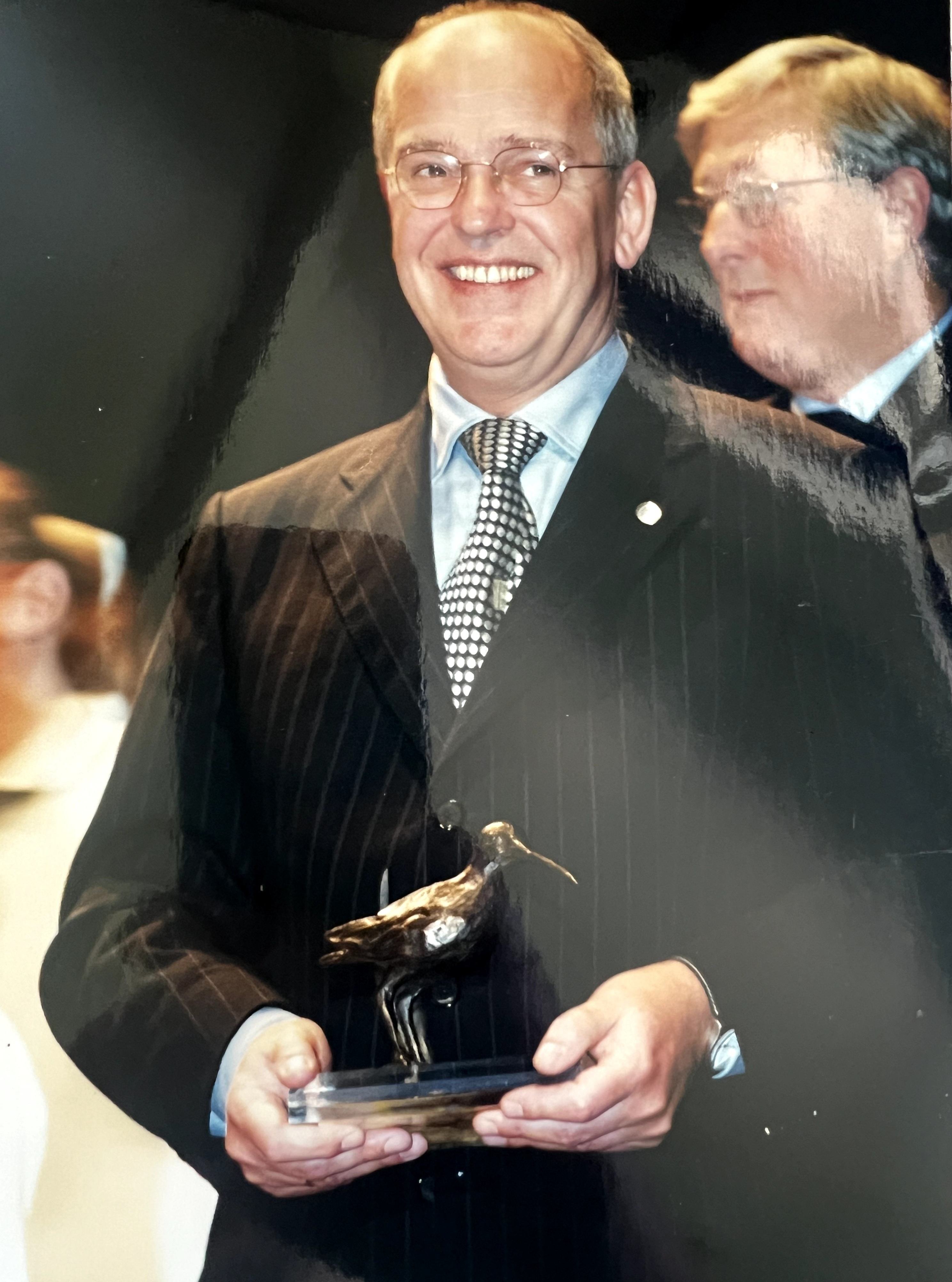
Minister Zalm met in zijn handen De Laatste Zalmsnip

- International Standard Name Identifier: 0000 0003 9512 7436
- Nederlandse Thesaurus van Auteursnamen: 330805959
- RKD-Nederlands Instituut voor Kunstgeschiedenis: 296126
- Virtual International Authority File: 289783071
- WorldCat: E39PBJvhrFcPcyBbmd6v3VQg8C